# Gert Fredriksson
Gert Fridolf Fredriksson (21. listopadu 1919 Nyköping — 5. července 2006 tamtéž) byl švédský závodník v rychlostní kanoistice, sedminásobný mistr světa a šestinásobný olympijský vítěz, historicky nejúspěšnější švédský olympionik.
Závodil za klub Nyköpings kanotklubb. Na olympiádě 1948 vyhrál individuální závody kajakářů na kilometr i deset kilometrů, v roce 1952 byl první na kratší trati a druhý na delší, na hrách 1956 opět ovládl obě disciplíny a při poslední účasti v roce 1960 získal bronzovou medaili na singlkajaku a zlatou na deblkajaku spolu se Svenem-Olovem Sjödeliem. Mezi lety 1942 a 1960 získal 71 titulů kajakářského mistra Švédska. Po ukončení kariéry působil jako trenér švédské kajakářské reprezentace. V roce 1949 obdržel Bragdguldet, cenu pro švédského sportovce roku. V roce 2002 byla v Nyköpingu odhalena jeho socha, jejímž autorem je Thomas Qvarsebo.